# Heerlijkheid Heidenheim
Heidenheim (eerder Hellenstein) was een tot de Zwabische Kreits behorende heerlijkheid binnen het Heilige Roomse Rijk.
In de twaalfde eeuw waren het dorp Heidenheim an der Brenz en de naburige burcht Hellenstein in het bezit van Degenhard van Hellenstein. Deze edelman vertoefde in het gevolg van koning Koenraad III en keizer Frederik I Barbarossa. 
In de dertiende eeuw kwamen dorp en burcht in handen van de familie van Gundelfingen, die zich ook van Hellenstein gingen  noemen. Omstreeks 1273 kwam het gebied aan het markgraafschap Burgau en vandaar aan het Rijk. De keizer verpandde de heerlijkheid in 1303 aan de familie Van Rechberg en in 1335 aan het graafschap Helfenstein. In 1351 werd de graaf van Helfenstein door de keizer beleend met Hellenstein en Heidenheim. De naam veranderde in deze periode van heerlijkheid Hellenstein in heerlijkheid Heidenheim.
In 1448 verkochten de graven Koenraad en Ulrich van Helfenstein de heerlijkheid aan het graafschap Württemberg, waarna het al in 1450 werd doorverkocht aan het hertogdom Beieren-Landshut. Na het eind van de Landshuter Successieoorlog kwam de heerlijkheid bij verdrag in 1504 aan het hertogdom Württemberg.
In 1519 werd de heerlijkheid veroverd door de Zwabische Bond, waarna de keizer haar in 1521 verpandde aan de rijksstad Ulm. Dit was de periode (1520 tot 1534) dat de hertogen van Württemberg waren verdreven en het land deel uitmaakte van Oostenrijk.
In 1536 werd de heerlijkheid teruggegeven aan Württemberg. Tijdens de Dertigjarige Oorlog was Württemberg tweemaal bezet en in die tijd werd de heerlijkheid in 1635 aan Beieren overgedragen. De Westfaalse Vrede van 1648 stelde Württemberg weer in het bezit van de heerlijkheid.

## Wapen

wapen hertogdom Württemberg van 1707 tot 1803. Velden: 1: hertogdom Teck; 2: rijksstormvaandel; 3: graafschap Mömpelgard; 4: heerlijkheid Heidenheim; hart: hertogdom Württemberg

Het wapen van Heidenheim toont het hoofd van een heiden. Dit wapen was als kwartier opgenomen in het wapen van het hertogdom, wat aangeeft hoe belangrijk Württemberg het bezit van de heerlijkheid achtte.